# Paris-Nice 1987
Paris-Nice 1987 est la 45e édition de la course cycliste Paris-Nice. La course a lieu entre le 8 et le 15 mars 1987. La victoire revient au coureur irlandais Sean Kelly de l'équipe Kas devant les Français Jean-François Bernard (Toshiba-Look) et Laurent Fignon (Système U).

## Participants
Dans cette édition de Paris-Nice, 134 coureurs participent divisés en 15 équipes : Kas, Toshiba-Look, Système U, Superconfex-Yoko, Carrera Jeans-Vagabond, Panasonic-Isostar, Fagor-MBK, Z-Peugeot, R.M.O.-Mavic-Liberia, Hitachi, Teka, B.H. Sport, PDM-Concorde, ADR-Fangio-IOC-MBK, ANC-Halfords. L'épreuve est terminée par 87 coureurs.

## Étapes
| Étapes                | Date    | Villes étapes                                 | Km     | Vainqueur d’étape      | Leader du classement général |
| --------------------- | ------- | --------------------------------------------- | ------ | ---------------------- | ---------------------------- |
| Prologue              | 8 mars  | Paris (clm)                                   | 5,5 km | Jean-Luc Vandenbroucke | Jean-Luc Vandenbroucke       |
| 1re étape             | 9 mars  | Champigny-sur-Yonne (clm)                     | 47 km  | Carrera Jeans-Vagabond | Stephen Roche                |
| 2e étape              | 10 mars | Chalon-sur-Saône - Saint-Étienne              | 203 km | Eddy Planckaert        | Stephen Roche                |
| 3e étape              | 11 mars | Saint-Étienne - Mont Ventoux (Chalet Reynard) | 244 km | Sean Kelly             | Stephen Roche                |
| 4e étape              | 12 mars | Miramas - Mont Faron                          | 193 km | Jean-François Bernard  | Jean-François Bernard        |
| 5e étape              | 13 mars | Toulon - Saint-Tropez                         | 208 km | Laurent Fignon         | Stephen Roche                |
| 6e étape              | 14 mars | Saint-Tropez - Mandelieu-la-Napoule           | 155 km | Jean-Claude Bagot      | Stephen Roche                |
| 7e étape, 1er secteur | 15 mars | Mandelieu-la-Napoule - Nice                   | 104 km | Laurent Fignon         | Sean Kelly                   |
| 7e étape, 2e secteur  | 15 mars | Nice - Col d'Èze (clm)                        | 10 km  | Stephen Roche          | Sean Kelly                   |

## Résultats des étapes

### Prologue
8-03-1987. Paris, 5,5 km (clm).
|   | Cycliste               | Équipe                 | Temps      |
| - | ---------------------- | ---------------------- | ---------- |
| 1 | Jean-Luc Vandenbroucke | Kas                    | 7 min 08 s |
| 2 | Thierry Marie          | Système U              | + 1 s      |
| 3 | Stephen Roche          | Carrera Jeans-Vagabond | + 7 s      |

### 1reétape
9-03-1987. Champigny-sur-Yonne, 47 km. (clm)
|   | Équipe                 | Temps       |
| - | ---------------------- | ----------- |
| 1 | Carrera Jeans-Vagabond | 58 min 04 s |
| 2 | Système U              | + 19 s      |
| 3 | Kas                    | + 28 s      |

### 2eétape
10-03-1987. Chalon-sur-Saône-Saint-Étienne 203 km.
|   | Cycliste        | Équipe            | Temps           |
| - | --------------- | ----------------- | --------------- |
| 1 | Eddy Planckaert | Panasonic-Isostar | 5 h 28 min 18 s |
| 2 | Sean Kelly      | Kas               | m.t.            |
| 3 | Sean Yates      | Fagor-MBK         | m.t.            |

### 3eétape
11-03-1987. Saint-Étienne-Mont Ventoux (Chalet Reynard) 244 km.
|   | Cycliste      | Équipe                 | Temps           |
| - | ------------- | ---------------------- | --------------- |
| 1 | Sean Kelly    | Kas                    | 7 h 45 min 52 s |
| 2 | Stephen Roche | Carrera Jeans-Vagabond | m.t.            |
| 3 | Ronan Pensec  | Z-Peugeot              | + 9 s           |

### 4eétape
12-03-1987. Miramas-Mont Faron, 193 km.
|   | Cycliste              | Équipe       | Temps           |
| - | --------------------- | ------------ | --------------- |
| 1 | Jean-François Bernard | Toshiba-Look | 5 h 25 min 12 s |
| 2 | Thierry Marie         | Système U    | + 1 min 32 s    |
| 3 | Pedro Muñoz           | Fagor-MBK    | + 3 min 00 s    |

### 5eétape
13-03-1987. Toulon-Saint-Tropez, 208 km.
|   | Cycliste       | Équipe    | Temps           |
| - | -------------- | --------- | --------------- |
| 1 | Laurent Fignon | Système U | 5 h 03 min 54 s |
| 2 | Sean Kelly     | Kas       | + 7 s           |
| 3 | Éric Boyer     | Système U | m.t.            |

### 6eétape
14-03-1987. Saint-Tropez-Mandelieu-la-Napoule, 155 km.
|   | Cycliste          | Équipe               | Temps           |
| - | ----------------- | -------------------- | --------------- |
| 1 | Jean-Claude Bagot | Fagor-MBK            | 4 h 24 min 55 s |
| 2 | Jacques Decrion   | Kas                  | + 12 s          |
| 3 | Patrice Esnault   | R.M.O.-Mavic-Liberia | + 1 min 46 s    |

### 7eétape,1ersecteur
15-03-1987. Mandelieu-la-Napoule-Nice, 104 km.
Roche perd la première place du général en raison d'une crevaison.
|   | Cycliste              | Équipe       | Temps           |
| - | --------------------- | ------------ | --------------- |
| 1 | Laurent Fignon        | Système U    | 2 h 58 min 56 s |
| 2 | Sean Kelly            | Kas          | + 3 s           |
| 3 | Jean-François Bernard | Toshiba-Look | + 19 s          |

### 7eétape,2esecteur
15-03-1987. Nice-Col d'Èze, 10 km (clm).
|   | Cycliste              | Équipe                 | Temps       |
| - | --------------------- | ---------------------- | ----------- |
| 1 | Stephen Roche         | Carrera Jeans-Vagabond | 19 min 47 s |
| 2 | Sean Kelly            | Kas                    | + 10 s      |
| 3 | Jean-François Bernard | Toshiba-Look           | + 19 s      |

## Classements finals

### Classement général
|    | Cycliste              | Équipe                 | Temps            |
| -- | --------------------- | ---------------------- | ---------------- |
| 1  | Sean Kelly            | Kas                    | 31 h 18 min 46 s |
| 2  | Jean-François Bernard | Toshiba Look           | + 1 min 07 s     |
| 3  | Laurent Fignon        | Système U              | + 1 min 10 s     |
| 4  | Stephen Roche         | Carrera Jeans-Vagabond | + 1 min 17 s     |
| 5  | Éric Boyer            | Système U              | + 2 min 01 s     |
| 6  | Jean-Claude Bagot     | Fagor-MBK              | + 3 min 49 s     |
| 7  | Ronan Pensec          | Z-Peugeot              | + 4 min 59 s     |
| 8  | Urs Zimmermann        | Carrera Jeans-Vagabond | + 5 min 38 s     |
| 9  | Iñaki Gastón          | Kas                    | + 6 min 27 s     |
| 10 | Claude Criquielion    | Hitachi                | + 6 min 45 s     |